# Conseil de direction présidentiel
Le Conseil de direction présidentiel est une institution exécutive transitoire collégiale mise en place le 7 avril 2022 pour succéder au président de la République Abdrabbo Mansour Hadi.

## Historique
Le 7 avril 2022, le président Abdrabbo Mansour Hadi transfère les pouvoirs présidentiels au Conseil de direction présidentiel.

## Composition
Le nouvel exécutif est paritaire. Il se compose de quatre membres du Nord du pays et quatre du Sud. L'ancien ministre de l'Intérieur et membre du Congrès général du peuple Rachad al-Alimi dirige le Conseil. Les sept autres membres ont rang de vice-président.
Aïdarous al-Zoubaïdi est l'ancien gouverneur d'Aden et actuel président du Conseil présidentiel du Conseil de transition du Sud. Sultan Ali al-Arada est le gouverneur de Ma'rib et proche du Congrès yéménite pour la réforme. Tareq Saleh est le neveu de l'ancien président Ali Abdallah Saleh. Abd al-Rahman al-Mahrami est le commandant de la Brigade des géants. Abdallah al-Alimi est directeur général de la présidence de la République et membre du Congrès yéménite pour la réforme, Othman Hussein Megali est un chef tribal de Sa'dah et membre du Congrès général du peuple. et Faraj Salmin al-Bahsani est gouverneur de l'Hadramaout.